# Günter Lange (Theologe)
Günter Lange (* 5. Februar 1932 in Borgentreich, gestorben am 23. Mai 2024 in Duisburg) war ein katholischer Theologe.
Lange wurde 1932 in Borgentreich geboren und wuchs in Warburg auf. Nach dem Abitur 1952 am Gymnasium Marianum studierte er katholische Theologie in Paderborn und München. 1959 empfing er die Priesterweihe. 1969 wurde Lange Professor für Religionspädagogik an der Universität Duisburg, 1983 an der Universität Bochum. 1997 wurde er emeritiert. Er gilt als Begründer der Bilddidaktik im Bereich der Religionspädagogik und Katechetik. Von 1981 bis 1996 war er Schriftleiter der Zeitschrift Katechetische Blätter. Er wohnte zuletzt in Duisburg.